# Каклаш
Каклаш — река в России, протекает по Макарьевскому и Нейскому районам Костромской области.
Течёт через елово-берёзовые леса. Устье реки находится неподалёку от посёлка Аниково в 50 км по левому берегу реки Нея. Длина реки составляет 24 км, площадь водосборного бассейна — 114 км². Главный правый приток Каклаша — река Ржавая.

## Данные водного реестра
По данным государственного водного реестра России относится к Верхневолжскому бассейновому округу, водохозяйственный участок реки — Унжа от истока и до устья, речной подбассейн реки — Бассей притоков Волги ниже Рыбинского водохранилища до впадения Оки. Речной бассейн реки — (Верхняя) Волга до Куйбышевского водохранилища (без бассейна Оки).
Код объекта в государственном водном реестре — 08010300312110000016577.